# Вольфганг фон Фюрстенберг
Вольфганг (Wolfgang von Fürstenberg) (1/3 апреля 1465 — 31 декабря 1509) — с 1484 граф Фюрстенберга, ландграф Баара, сеньор Вольфаха, Хаслаха и Хаузаха. Немецкий полководец.
Сын Конрада фон Фюрстенберга и Кунигунды фон Метш. В 1484 г. наследовал отцу вместе с братом — Генрихом VII.
30 ноября 1490 года умер двоюродный брат Вольфганга и Генриха VII — Генрих VI фон Фюрстенберг-Вольфах, и они унаследовали большую часть его владений.
В 1491 году братья разделись. Но в 1499 году Генрих VII умер бездетным (он не был женат), и Вольфганг объединил в своих руках все родовые владения.
Другие изменения территории: в 1488 г. Вольфганг и Генрих VII купили у Барбары фон Хабсберг и её сыновей Ульриха и Дипольта замок Донауэшинген, позже ставший резиденцией Фюрстенбергов. В 1491 г. — Ленцкирх у сеньоров фон Блюменегг. В 1492 г. император Максимилиан выкупил Бройнлинген, находившийся в залоге у братьев.
Испытывавший серьёзные финансовые трудности Гангольф фон Герольдсек продал Вольфгангу свои владения в Кинцигтале (1488), сеньорию Ромберг (1490, за 1500 гульденов), Шенкенбург и фогство в Виттихене (1500, за 920 гульденов), в 1498 г. заложил за 1400 гульденов сеньорию Шенкенцелль и через 8 лет за доплату в 300 гульденов отказался от права выкупа.
С 1500 г. советник и камергер императора Максимилиана. Одновременно находился на службе герцогов Вюртемберга.
Участвовал в Швабской войне сначала во главе вюртембергского войска, затем как главнокомандующий армией Швабского союза. Потерпел поражение в битве при Швадерлохе (Schlacht im Schwaderloh).
В 1500 году получил от императора право чеканки монеты, а в 1502 году — должность гофмаршала, ранее принадлежавшую его брату Генриху.
В том же 1502 году назначен ландфогтом в Эльзасе, Зундгау, Брайсгау и Шварцвальде с жалованьем 1600 гульденов.
В 1504 году император Максимилиан вышел победителем в войне за Ландсхутское наследство, конфисковал принадлежавшее пфальцским Виттельсбахам ландграфство Ортенау и отдал его в залог Вольфгангу.
С 1505 г. — кавалер ордена Золотого руна.
Умер в Падуе 31.12.1509 от болезни во время похода против Камбрейской лиги.
Вольфганг был собирателем книг, и его коллекция положила начало Княжеской библиотеке Фюрстенбергов (Fürstlich Fürstenbergische Hofbibliothek Donaueschingen).

## Семья
Вольфганг с 1488 года был женат на графине Елизавете фон Зольмс-Браунфельс (1469—1540), дочери Оттона II фон Сольмс-Браунфельса и Анны фон Нассау-Висбаден. Дети:
- Маргарита, жена Ханса Якоба барона фон Мёрсберг и фон Бельфорт
- Вильгельм (1491—1549).
- Фридрих II (1496—1559), граф Фюрстенберга.
- Беатриса, монахиня
- Клара Анна (1501—1550), монахиня.
- Анна Александрия (1504—1581), с 1522 г. жена Ульриха, барона фон Раппольштейна.